# معلاقة توتارا
مِعْلَاقَةُ توتارا (الاسم العلمي: Podocarpus totara)؛ هو نوع يتبع جنس المِعلاقَة المُتَوطِّنَة في نيوزيلندا. ينمو في جميع أنحاء الجزيرة الشمالية والجزيرة الجنوبية وفي الغابات المُنخفضة والجبلية على ارتفاعات تصل إلى 600 متر.